# Dibuix de Sant Joan Evangelista (Biblioteca Nacional)
Aquest Dibuix de Sant Joan Evangelista, (Biblioteca Nacional) és un dels poquíssims dibuixos que han arribat fins als nostres dies i que hom pot atribuir a El Greco sense cap mena de dubte. Tot i que en els inventaris realitzats per Jorge Manuel Theotocópuli després de la mort del mestre, hi consten cent cinquanta dibuixos en el primer inventari, i dos-cents en el segon, hom pot suposar que la gran majoria es va deteriorar degut a la fragilitat del material. Els dibuixos conservats d'El Greco no estan numerats en el catàleg raonat d'obres d'aquest artista, realitzat per Harold Wethey.

## Anàlisi de l'obra
No està signat; Llapis sobre paper tractat amb guix blanc i negre; 255 x 155 mm.; La nota d'un col·leccionista, a la part inferior esquerra, diu "de la mano de Dominico Greco". Es troba a la Biblioteca Nacional d'Espanya a Madrid.
Aquest dibuix és un estudi per al "Sant Joan Evangelista" del retaule major de Santo Domingo el Antiguo, a Toledo. Josep Gudiol comenta el vigor i l'excel·lent impressió que produeix aquest dibuix, tot i que el seu estat de conservació sigui deficient. Manuel B. Cossío el considera indubtablement autèntic, i una obra de primer ordre.